# Aeroporto Internacional Sir Seretse Khama
O Aeroporto Internacional Sir Seretse Khama (código IATA: GBE e ICAO: FBSK) localizado a 15 km ao norte de Gaborone é o principal aeroporto internacional da capital do Botsuana. O aeroporto deve seu nome a Seretse Khama, primeiro presidente do Botsuana.

## Linhas Aéreas
| Companhias            | Destinos                                           |
| --------------------- | -------------------------------------------------- |
| Air Botswana          | Francistown - Harare - Joanesburgo - Kasane - Maun |
| Kenya Airways         | Nairobi                                            |
| South African Express | Cidade do Cabo - Joanesburgo                       |
| South African Airways | Joanesburgo                                        |